# Serjoga
Serjoga (Russisch: Серёга) (Homel, 8 oktober 1976), echte naam Sergej Vasiljevitsj Parchomenko (Russisch: Сергей Васильевич Пархоменко, Wit-Russisch: Сяргей Васільевіч Пархоменка; Sjargej Vasiljevitsj Parchomjenka), is een populaire Russische rapper en eigenaar van het KingRing-platenlabel.

## Biografie
Geboren in Homel, Wit-Rusland, groeide Serjoga op in een ruige buurt. Zijn muziek werd een combinatie van Russische volksmuziek (Tsjastoesjka), waarbij een snelle uitspraak van teksten bij hoort met moderne beats en teksten die de jeugd aanspreken. De pers noemde deze combinatie "спортивные частушки" (sportivenyje tsjastoesjki) oftewel sportieve Russische volksmuziek.
Nog vóór zijn solocarrière maakte Serjoga deel uit van de "Контра да Банда" (Kontra da Banda) hiphop groep die in Homel was gesticht in 2001. Hij maakte ook voor een aantal maanden deel uit van de groep "TT-34" en verscheen later in de muziekvideo van "Бум", een nummer van TT-34.
De eerste single "Загубили Лялю" (Zagoebili Ljaljoe; "Ljaljoe kapotgemaakt") verscheen in de zomer van 2002. In 2003 bracht het label "Монолит" (Monolit) in Rusland en Wit-Rusland de CD Maxi single Zagoebili Ljaljoe uit met 5 nummers er op.
Toen Serjoga voor het eerst op televisie verscheen met de muziekvideo's van Zagoebili Ljaljoe en "Кукла" (Koekla "pop"), werd hij bestempeld als de "Slavische Eminem".
Serjoga startte in februari 2004 bij de Oekraïense muziekomroep М-1. Het platenlabel MFG/BMG bracht in april 2004 Serjoga's debuutalbum uit genaamd "Мой двор: свадьбы & похороны" (Moj dvor: svad'by & pochorony "Mijn erf: trouwerijen & begrafenissen") in Oekraïne. Tegelijkertijd werd datzelfde album door het label Go Records uitgebracht in Wit-Rusland. Een paar weken later werd het album in Rusland het album onder een andere titel heruitgebracht genaamd "Мой двор. Спортивные частушки" (Moj dvor: Sportivenyje tsjastoesjki).
Serjoga was erg populair geworden door zijn derde single "Чёрный Бумер" (Tsjorny Boemer "Zwarte beamer"). De Zwarte beamer muziekvideo was in de zomer van 2004 gemaakt door de Oekraïense regisseur Vladimir Jakimenko van Pistolet Film en werd gepresenteerd op 15 september 2004 in Kiev. Deze single en video werden onmiddellijk genomineerd voor de MTV Russische Music Awards in de categorieën "Beste hiphop project van het jaar" en "het beste debuut van het jaar". Tegen het einde van 2004 stond "Zwarte Beamer" bovenaan de Russische MTV hitlijsten.
De muziekvideo voor "King Ring" werd in Kiev gefilmd in maart 2005. Het nummer stond op de soundtrack van de film Shadowboxing.
In laat 2005 werd een nieuwe video uitgebracht, "Дискомалярия" (Diskomaljarija), waarmee het beeld van Serjoga als "normale jongen" werd veranderd naar "glamoureuze hiphop koning".
Begin 2006 verscheen de film Day Watch in de bioscoop. Serjoga had voor deze film een soundtrack geschreven, "Мел судьбы или Песня Тамерлана" (Mel soedby ili Pesnja Tamerlana "Krijtje van het Lot" of "Timoer-lied").
In Duitsland werd Serjoga populair door een samenwerking met de Duitse rapper Azad waarmee hij het nummer "2Kaiser" maakte. Hierna werkte Serjoga samen met een andere Duitse rapper, Megaloh. Hij nam ook het nummer "In Da City" op met Culcha Candela, eveneens een Duitse rapper.
Het nummer "King Ring" werd door Rockstar gebruikt in de derde trailer van het videospel Grand Theft Auto IV, getiteld Move up, Ladies en datzelfde nummer werd samen met een ander nummer dat Serjoga als soundtrack voor het spel schreef ook gebruikt op de radiozender "Vladivostok FM" in het videospel. De soundtrack die Serjoga schreef voor The Music of Grand Theft Auto IV heet "Liberty City: The Invasion".
Serjoga was ook de stem van het personage "Moto moto" in de Russische versie van de film Madagascar: Escape 2 Africa.

## Discografie

### Samen met Kontra da Banda
- 2001 - "Рифматит" (Rifmatit)
  - Контра да Банда - Рифматит (2001)
  - Серёга feat. Контра да Банда - Рифматит (2e editie) (2004)
  - Серёга feat. Контра да Банда - Рифматит (3e editie) (2005)

### Studioalbums
- 2004 - "Мой двор" (Moj dvor)
  - Мой двор: Свадьбы и похороны (Oekraïne en Wit-Rusland) (2004)
  - Мой двор: Спортивные частушки (Rusland) (2004)
  - Мой Двор: Начало Истории (collectors editie) (2007)
- 2005 - "Дискомалярия" (Diskomaljaria)
  - Дискомалярия (standaard editie) (2005)
  - Дискомалярия (deluxe editie) (2005)
  - Дискомалярия: Большая порция (groot deel) (2006)
  - 1000000$: Самая Большая Порция (het grootste deel) (collectors editie) (2007)

### Als Ajvengo
- 2007 - "Не для продажи" (Ne dlja prodazji "Niet voor verkoop")
- 2008 - "Хроника парнишки с гомельских улиц" (Chronika parnisjki s gomelskich oelits "De Kronieken van de jongen van de straten van Homel")

### Compilaties
- 2005 - "А на танцполе нет свободных мест" (A na tantspole net svobodnych mest "Op dansfeestjes zijn er geen lege zitplaatsen") (remix album)
- 2006 - Russia's No.1
- 2008 - The Best of Seryoga

### Singles
- 2003 - Загубили Лялю
- 2005 - Barbeque
- 2005 - Diskomalaria (vinyl)
- 2006 - 2 Kaiser (feat. Azad)
- 2007 - Рэп vs. СПИД (feat. ВВЖ)
- 2007 - Gangsta No More
- 2007 - Gangsta No More (vinyl)

## Video's
- 2003 - Загубили Лялю
- 2003 - Кукла
- 2004 - Чёрный Бумер
- 2004 - Песенка о слесаре шестого разряда
- 2004 - Бум! (TT-34 featuring Serjoga)
- 2005 - King Ring
- 2005 - Дискомалярия
- 2005 - Возле дома твоего
- 2005 - $1000000
- 2006 - Мел судьбы
- 2006 - 2 Kaizer (featuring Azad)
- 2007 - RAP vs. СПИД (featuring ВВЖ)
- 2007 - Ein Teil von Mir (Sido featuring Serjoga & B-Tight)
- 2007 - Я - рэп (featuring St1m)
- 2007 - Gangsta No More
- 2007 - Отчего (Ri featuring Serjoga)
- 2007 - Аггробабруйск
- 2007 - Чики
- 2007 - Про модных девчёнок и не модных ребят (featuring Podium)
- 2008 - Позови меня (featuring Alexa)
- 2008 - Шоу должно продолжаться
- 2008 - Liberty City: The Invasion[5]